# Flexanthera subcordata
Flexanthera subcordata är en måreväxtart som beskrevs av Henry Hurd Rusby. Flexanthera subcordata ingår i släktet Flexanthera och familjen måreväxter. Inga underarter finns listade i Catalogue of Life.